# El Cali
El Cali es la revista oficial y uno de los medios de comunicación principales del Deportivo Cali, fundada en 1994.
La revista es publicada por el propio equipo. Los socios del mismo la reciben mensualmente aunque también se puede adquirir en distintos puntos de venta y la suscripción está abierta para todo el público.

## Contenido
La revista trata de las novedades y presente del club, noticias sobre la institución, entrevistas a directivos, entrenadores y jugadores, datos históricos de la institución, artículos sobre el equipo, así como noticias y reportajes sobre las divisiones inferiores, hinchas y socios ilustres.

## La Amenaza Verde
La antigua publicación oficial del club fue la revista "La Amenaza Verde", uno de los apodos del Deportivo Cali, se publicó entre 1964 y 1965.